# SV Köthen 02
SV Köthen 02 was een Duitse voetbalclub uit Köthen. De club werd opgericht in 1902 en werd na de Tweede Wereldoorlog ontbonden. Tot 1927 heette de club SV Cöthen 02, de toenmalige schrijfwijze van de stad.

## Geschiedenis
De club werd opgericht als Cöthener FC 02 en speelde vanaf 1907 in de competitie van Saale, een van de competities van de  Midden-Duitse voetbalbond (VMBV). In 1909 werd de club laatste en verloor alle wedstrijden. Hierna werd een nieuwe competitie opgericht, de 1. Klasse Anhalt, waar de club dominant was. Ze werden telkens kampioen en plaatsten zich zo voor de eindronden, maar werd de eerste drie jaar met duidelijke cijfers uitgeschakeld door respectievelijk Germania Mittweida, VfB Leipzig en Wacker Halle. In 1913 werden de zwakkere teams in een aparte groep gezet. Nu kon de club winnen van FC Preußen Halberstadt, maar verloor dan van FC 1907 Coburg.
In 1913/14 versloegen ze FC Germania Halberstadt met 7-0. In de tweede ronde verloor de club dan met 6-2 van Cricket-Viktoria Magdeburg. Het grootste succes kwam in 1916/17 toen titelverdediger Eintracht Leipzig in de eerste ronde verslagen werd. In de tweede ronde ging Viktoria Magdeburg voor de bijl en zo plaatste de club zich voor het eerst voor de halve finale, waarin ze met 5-1 verloren van Hallescher FC 1896. In 1918 eindigde de club in de competitie samen met SV 07 Bernburg op de eerste plaats. De club won de play-off om de titel, maar de uitslag werd geannuleerd wegens een scheidsrechterlijke fout. Echter mocht de club wel naar de eindronde, die een week later begon. Ze verloren met een van VfB Leipzig. Bijna een half jaar later werd de Anhaltse finale opnieuw gespeeld en de club verloor van Bernburg. 
Na 1919 werd de Anhaltse competitie de tweede klasse van de Kreisliga Elbe. De club veranderde de naam nu ook in SV 1902 Cöthen. Na het seizoen 1923 werd de Anhaltse competitie als Gauliga Anhalt terug opgewaardeerd als hoogste klasse. De club werd in 1924 en 1925 opnieuw kampioen en werd in de eindronde door respectievelijk Fortuna Magdeburg en Cricket-Viktoria Magdeburg uitgeschakeld. Na een paar plaatsen in de middenmoot werd de club in 1929 een laatste keer kampioen. In de eindronde verloren ze van SC Apolda. De volgende jaren speelde de club geen rol van betekenis meer. 
In 1933 werd de competitie geherstructureerd. De Midden-Duitse bond werd ontbonden en de vele competities werden vervangen door de Gauliga Mitte en Gauliga Sachsen. De clubs uit Anhalt werden te licht bevonden voor de Gauliga Mitte en voor de Bezirksklasse Magdeburg-Anhalt plaatsten zich slechts vier clubs. De negende plaats volstond dus niet en de club verzeilde zo in de 1. Kreisklasse Anhalt (derde niveau). De club werd kampioen in 1935 maar kon via de eindronde niet meer promoveren. Hierna slaagde de club er niet meer in om kampioen te worden. 
Na de Tweede Wereldoorlog werden alle sportclubs in Duitsland ontbonden. SV Köthen 02 werd niet meer heropgericht in tegenstelling tot stadsrivaal Cöthener FC Germania 03.

## Erelijst
- Kampioen Anhalt

1910, 1911, 1912, 1913, 1914, 1917, 1924, 1925, 1929